# Callipara kurodai
Callipara kurodai is een slakkensoort uit de familie van de Volutidae. De wetenschappelijke naam van de soort is voor het eerst geldig gepubliceerd in 1964 door Kawamura.